# Aborto salino
Aborto salino é um método raramente utilizado de aborto tardio, realizado através da injeção de uma solução salina no útero.

## Procedimento
O aborto salino é feito através da injeção de uma solução química que consiste de substâncias como soro fisiológico, ureia, ou prostaglandina através do abdômen e na bolsa amniótica. O cérvix é dilatado antes da injeção e a solução química induz as contrações uterinas que expelem o feto. Às vezes faz-se necessário realizar os procedimentos de dilação e curetagem para remover todo remanescente de tecido placentário ou fetal.
Os métodos de instilação exigem hospitalização de 12 a 48 horas. Em um estudo, quando algas do gênero Laminaria foram usadas para dilatar o cérvix da noite para o dia, o tempo entre a injeção e o fim do processo foi reduzido de 29 para 14 horas.

## Uso
O método do aborto salino foi desenvolvido em 1934 por Eugen Aburel. Seu uso é mais frequente entre a 16ª e 24ª semana de gestação, mas suas taxas de uso tem caído drasticamente nos últimos anos. Em 1968, aborto por injeção de solução salina contabilizava 28% dos procedimentos desenvolvidos legalmente em São Francisco, Califórnia. Injeções intrauterinas (de todos os tipos) caíram de 10,4% dos abortos legais nos E.U.A em 1972 para 1,7% em 1985, caindo par 0,8% do total de abortos induzidos nos Estados Unidos durante 2002, e 0,1% em 2007.
Em 1998, o Guttmacher Institute realizou um estudo estatístico, enviado a hospitais em Ontário, no Canadá, no qual 9% dos hospitais naquela província que ofereciam serviços abortivos usavam soluções salinas, 4% usavam ureia e 25% usavam prostaglandina. Um estudo desse mesmo ano em instalações hospitalares na Nigéria com que realizavam abortos encontrou apenas 5% das instituições realizando abortos salinos.

## Complicações
Antes de uso comum, o aborto salino caiu em desuso por sua associação com os sérios efeitos adversos por ele causados e por sua reposição com procedimentos menos custos em tempo e que causam menos desconforto físico.
A solução salina em geral é mais segura e efetiva que as outras soluções intrauterinas porque é mais provável que atue na primeira dose. A prostaglandina possui ação mais rápida, mas frequentemente exige uma segunda injeção e possui maior risco de efeitos adversos, tais como náusea, vômito e diarreia.
O uso de solução salina ou de prostaglandina está associado a um maior risco de complicações pós-procedimentais que o outro procedimento abortivo, dilatação e curetagem (D&C). A dilatação e evacuação (D&E) é também reconhecida como mais segura que os métodos de instilação. Um estudo descobriu que o risco de complicações associadas à injeção de ureia e prostaglandina no líquido amniótico era 1,9 vezes maior que o da D&E.
A taxa de mortalidade reportada nos Estados Unidos entre 1972 e 1981 era de 9,6 por 100.000 para os métodos com instilação. Isto comparado a taxas de 4,9 por 100.000 para D&E e 60 por 100.000 em abortos por histerotomia e histerectomia.
Há pelo menos dois casos documentados de abortos salinos que levaram a nascimentos vivos.